# Grace (fénykép)
A Grace (1918) Eric Enstrom híres felvétele, melyen egy imádkozó idős ember látható. Az egyszerű fénykép idővel vallási ikonná vált.

## Története
A felvétel Charles Wilden kereskedő látható, akit Enstrom kért fel a felvételhez. Enstrom a Minnesota Photographer’s Association gyűlésére készülve szeretett volna felvételeket készíteni. A fotózásra 1918-ban Enstrom bovey-i stúdiójában került sor. Itt rendezett be egy kis asztalt bibliával, kenyérrel, borral és egy tál étellel.
Amikor Enstrom előhívta felvételt, rögtön érezte, hogy valami különlegeset alkotott. A fotót stúdiójának falára akasztotta. Kezdetben csak barátai, ismerősei látták a fotót, de képnek hamar híre ment. Idővel egyre többen látogattak el a stúdióba, hogy lássák Enstrom alkotását – volt, aki csak ezért utazott Bovey-ban. Hamar jelentkezett az első vevő, majd a többi is. Enstrom pedig mindig újabb nyomat készített, hogy a stúdió falán mindig legyen egy a felvételből. A kép megtetszett Enstrom lányának, Rhoda Nybergnek is, aki először egy kézzel színezett változatot, majd a több olajfestményt is készített az eredeti fekete-fehér fotóból. A színes változat még nagyobb érdeklődést keltett és az évek során az egyszerű fotóból vallási ikon lett: a Grace másolatai otthonok, templomok falát díszíti, de hotelekben, éttermekben is találkozhatunk vele. 2002-ben Minnesota állami jelképnek választotta.
Jack Garren 1960-ban készítette el a Grace párját. A Gratitude című felvételen egy idős imádkozó hölgy látható. A modell Myrtle Copple volt. A két fotó – melyek Grace and Gratitude címmel váltak ismertté – idővel elválaszthatatlanná váltak egymástól.